# Vomécourt-sur-Madon
Vomécourt-sur-Madon település Franciaországban, Vosges megyében. Lakosainak száma 68 fő (2022. január 1.). Vomécourt-sur-Madon Ambacourt, Bettoncourt, Gircourt-lès-Viéville, Pont-sur-Madon és Xaronval községekkel határos.

## Népesség
A település népessége az elmúlt években az alábbi módon változott:
| Lakosok száma | 69   | 69   | 72   | 70   | 70   | 71   | 69   | 68   | 68   |
|               | 2013 | 2015 | 2016 | 2017 | 2018 | 2019 | 2020 | 2021 | 2022 |